# مسیح جوان (فیلم)
مسیح جوان (به انگلیسی: The Young Messiah) فیلم حماسیِ درام آمریکایی محصول سال ۲۰۱۶، به کارگردانی سیروس نورسته کارگردان آمریکایی ایرانی‌تبار و با بازی شان بین در نقش سوروس، فرانچسکو کارنلوتی، روری کینان، لی بوردمن و کریستیان مک‌کی است که در ۱۱ مارس ۲۰۱۶ اکران شد.

## داستان
این فیلم داستان زندگی و سفر عیسی مسیح در هفت سالگی به همراه خانواده اش از مصر به زادگاهش ناصریه می‌رود را به تصویر می‌کشد.